# Komi-Zyriański Obwód Autonomiczny
Komi-Zyriański Obwód Autonomiczny, Komi-Zyriański OA (ros. Автономная область Коми, komi-zyriański Коми (Зыряна) асвеськӧдлан обласьт) – obwód autonomiczny w Związku Radzieckim, istniejący w latach 1922–1936, wchodzący w skład Rosyjskiej Federacyjnej Socjalistycznej Republiki Radzieckiej.
Komi-Zyriański OA został utworzony 22 sierpnia 1922 r. Tworzenie autonomicznych jednostek terytorialnych dla mniejszości narodowych było częścią polityki tzw. korienizacji, tj. przyznawania autonomii mniejszościom narodowym zamieszkującym obszary dawnego Imperium, poprzednio dyskryminowanym i rusyfikowanym przez carat. Obwód istniał do 5 grudnia 1936 r. Wtedy to zmieniono status tej autonomicznej jednostki administracyjnej - podniesiono jej rangę i poszerzono zakres autonomii, tworząc Komijską Autonomiczną Socjalistyczną Republikę Radziecką
 Informacje n.t. położenia, gospodarki, historii, ludności itd. Komijskiego Obwodu Autonomicznego znajdują się w: artykule poświęconym Republice Komi, jak obecnie nazywa się rosyjska jednostka polityczno-administracyjna, będąca prawną kontynuacją Obwodu